# URSS
URSS je ruské vydavatelství, které vydává odbornou literaturu. Název znamená SSSR ve španělštině. Vydavatelská skupina URSS byla založena roku 1994 a vydala více než 4000 knih v ruštině a evropských jazycích.